# Veneráto
Veneráto, en grec moderne : Βενεράτο, est un village du dème de Héraklion, dans le district régional de Héraklion, de la Crète, en Grèce. Selon le recensement de 2001, la population de Veneráto compte 917 habitants.
Le village est situé à une altitude de 305 m et à une distance de 19,8 km de Héraklion.